# Gopi Shankar Madurai
Gopi Shankar Madurai (tàmil: கோபி ஷங்கர் மதுரை)  (Madurai, 13 d'abril de 1991) és una persona índia que lluita pels drets del col·lectiu LGBTQIA+ i els drets indígenes. Shankar va ser una de les persones més joves, i la primera autoritat obertament intersexual i de gènere no-binari, i també una de les que es va presentar a les eleccions a l'Assemblea Legislativa de l'estat indi Tamil Nadu en 2016.
Shankar va fundar el Srishti Madurai, el primer grup d'estudiants voluntaris genderqueer i LGBTQIA de l'Índia.